# 水野輝昭
水野 輝昭（みずの てるあき）は、日本の漫画家。

## 略歴
- 第61回（2001年上期）手塚賞にて、「E.M friend!」で佳作受賞。
- 『赤マルジャンプ2001SUMMER』に掲載された「DINOSOUL」にてデビュー。
- 『赤マルジャンプ2006WINTER』に「ジュウオウムジン」を掲載。
- 『赤マルジャンプ2008SUMMER』に「メタリカメタルカ」を掲載。
- 『週刊少年ジャンプ』2009年40号に、第5回ジャンプ金未来杯参加作として「メタリカメタルカ」を掲載[1]、優勝を獲得する。
- 『週刊少年ジャンプ』2010年24号から41号まで、「メタリカメタルカ」を連載。

## 作品リスト

### 連載
- メタリカメタルカ（『週刊少年ジャンプ』2010年24号[2] - 41号[3]、全3巻） - 初連載
- 超速変形ジャイロゼッター（原案・監修：市村龍太郎、『最強ジャンプ』2012年1月号[4] - 2014年4月号、全7巻）
- マーベル フューチャー・アベンジャーズ（『別冊コロコロコミック』2017年4月号 - 2018年2月号、全1巻）
- チェインレンサー（『月刊コロコロコミック』2021年7月号 - 2022年3月号、全2巻）

### 読み切り
- DINOSOUL - デビュー作、読切43P
- ジュウオウムジン（『赤マルジャンプ2006WINTER』） - 読切47P 『メタリカメタルカ』第3巻に掲載
- メタリカメタルカ（『赤マルジャンプ2008SUMMER』） - 読切49P 『メタリカメタルカ』第2巻に掲載
- メタリカメタルカ（『週刊少年ジャンプ』2009年40号[1]） - 読切センターカラー47P、第5回金未来杯参加・優勝作品[1]、『メタリカメタルカ』第1巻に掲載
- 恐竜対戦DINOBOUT（『最強ジャンプ』2011年夏号[5]）
- ダイモンダイ!!（『最強ジャンプ』2015年3月号）
- 劇場版ポケットモンスター ココ〜もうひとつのはじまり〜（『月刊コロコロコミック』2020年12月号別冊付録[6]、2021年1月号別冊付録[7]、全1巻[8]） - 前後編

## 師匠
- 石岡ショウエイ[9]